# Eupithecia harrisonata
Eupithecia harrisonata är en fjärilsart som beskrevs av Mackay 1951. Eupithecia harrisonata ingår i släktet Eupithecia och familjen mätare. Inga underarter finns listade i Catalogue of Life.